# Wheat Ridge
Wheat Ridge ist eine Stadt im Jefferson County im US-Bundesstaat Colorado der Vereinigten Staaten mit 32.398 Einwohnern (Stand: 2020). Die geographischen Koordinaten sind: 39,77° Nord, 105,10° West. Die Fläche der Stadt beträgt 23,6 km².

## Söhne und Töchter der Stadt
- Homer L. Pearson (1900–1985), Politiker
- Ron Kiefel (* 1960), Radrennfahrer
- Linda Brenneman (* 1965), Radrennfahrerin[2]
- Nick Stabile (* 1971), Schauspieler[3]
- Aleisha Cramer (* 1982), Fußballspielerin
- Danielle Foxhoven (* 1989), Fußballspielerin
- Annie Kunz (* 1993), Leichtathletin
- Paige Spiranac (* 1993), Profigolferin, Golflehrerin und Influencerin